# Wingham
Wingham è un ex comune canadese, ora frazione della municipalità di North Huron, nella contea di Huron, provincia dell'Ontario. Divenne parte della municipalità cui ora appartiene, allorché, nel 2001, il governo dell'Ontario impose la fusione dei comuni di East Wawanosh, Blyth e Wingham.
Wingham ha dato i natali alla scrittrice Alice Munro (1931), Premio Nobel per la letteratura nel 2013.